# Równowaga (film)
Równowaga (fr. La balance ) – francuski film z 1982 roku w reżyserii Bob Swaim.